# Narcine insolita
Raie électrique de Madagascar
Espèce
Statut de conservation UICN

DD : Données insuffisantes
La Raie électrique de Madagascar, Narcine insolita, fait partie de la famille des Narcinidae. Elle fut découverte en 2002 par Carvalho, Campagno et Séret. Un individu adulte peut atteindre 36 cm de long. Sa face dorsale est brun jaunâtre couvert de réticulation et de taches brun foncé à brun rougeâtre. Ces taches ont généralement plus grandes que les yeux et sont situées sur les bords des disques et le bord antérieur du museau. Sa face ventrale est uniformément blanc crème.
Cette espèce possède son aire de répartition dans le Sud-ouest de l’océan Indien plus précisément le long des côtes occidentales de Madagascar. Cette raie est benthique et affectionne les habitats au substrat vaseux sur la partie extérieure des plateaux continentaux à des profondeurs comprises entre 150 et 175 mètres.
L’espèce est catégorisée comme espèce au statut « Données manquantes » (DD) par l’UICN,.